# Cúp bóng đá vịnh Ả Rập
Cúp bóng đá vịnh Ả Rập (tiếng Anh: Arabian Gulf Cup, tiếng Ả Rập: كأس الخليج العربي, Kass Al-Khaleej Al-Arabi), hay còn gọi là Gulf Cup of Nations và thường được gọi đơn giản là Gulf Cup, là một giải thi đấu bóng đá hai năm một lần cho các quốc gia Ả Rập thuộc Vịnh Ba Tư, ngoài quốc gia láng giềng Yemen, và được quản lý bởi Liên đoàn bóng đá Vịnh Ả Rập. Lịch sử của giải thi đấu cũng đã chứng kiến giải được tổ chức ba đến bốn năm một lần do các vấn đề chính trị hoặc tổ chức.
Ý tưởng cho giải đấu được thành lập tại Thế vận hội Mùa hè 1968, và Cúp bóng đá vịnh Ả Rập đầu tiên được diễn ra vào năm 1970 đã được Kuwait giành chiến thắng. Kuwait đã là đội tuyển thành công nhất trong lịch sử của giải đấu, chiến thắng 10 giải đấu trên tổng số lần thứ 23, trong khi Ả Rập Xê Út, Qatar và Iraq đều có ba danh hiệu. Nhà vô địch hiện tại là Bahrain, đội đã đánh bại Ả Rập Xê Út năm 2019 để giành danh hiệu đầu tiên của họ , Yemen chưa vô địch một lần nào. Trừ năm 2006, 2008, 2012 và 2016, 2020, 2022 và 2026 trong tương lai không tổ chức giải.

## Sự phổ biến của giải đấu

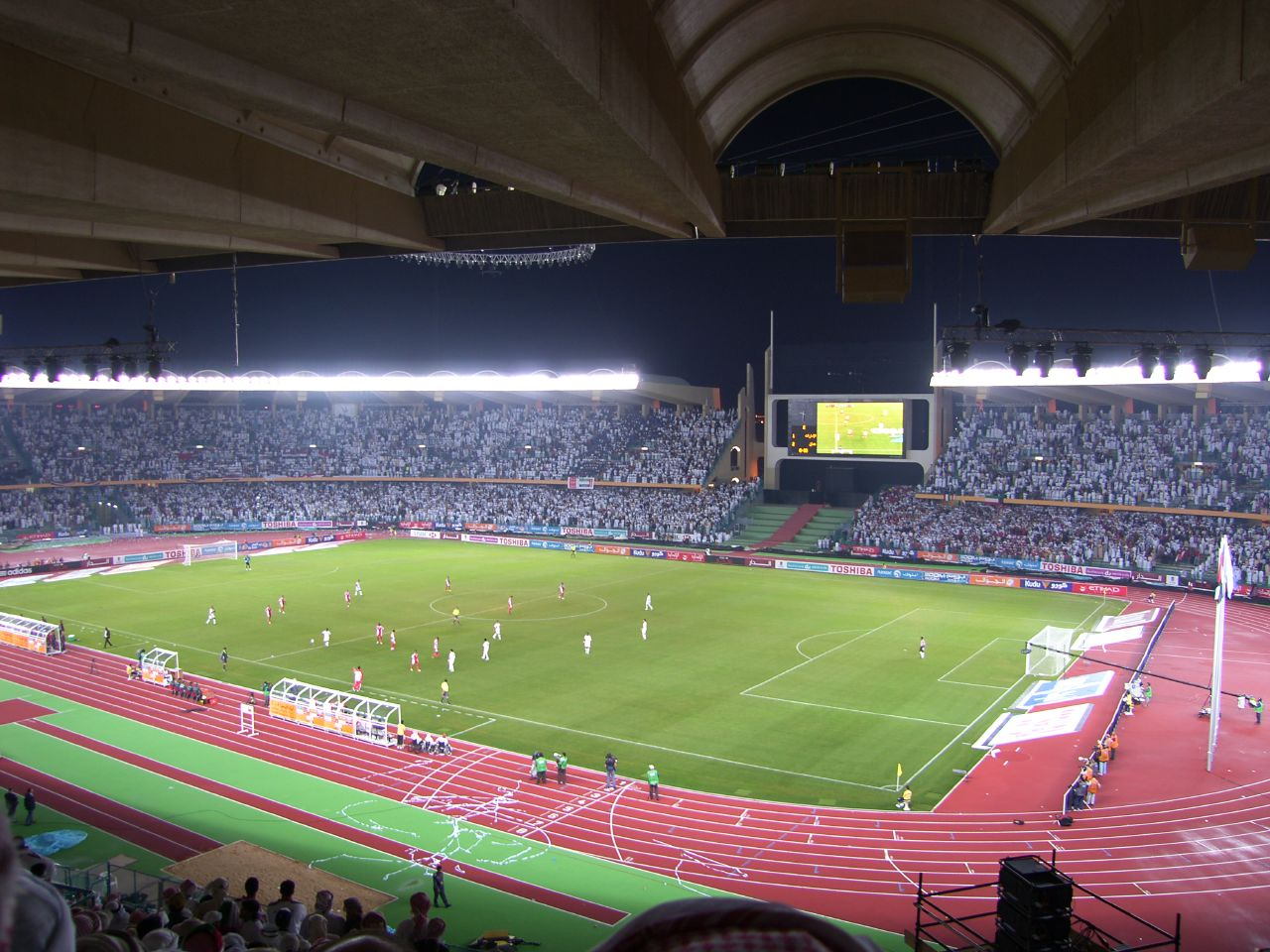
Quang cảnh sân vận động kẹt cứng trong Cúp bóng đá vịnh Ả Rập lần thứ 18 tại Abu Dhabi năm 2007

Một điểm quan trọng giúp Qatar tăng sự phổ biến cho giải đấu là Al Jazeera Sports, kênh thể thao hàng đầu ở Tây Á và Bắc Phi có trụ sở tại Doha. Al Jazeera Sports đã giành được bản quyền phát sóng vào năm 2004, và độc quyền tại Cúp bóng đá vịnh Ả Rập lần thứ 19 năm 2009 bằng thỏa thuận đạt được tính bằng con số triệu USD, và cải tổ mạnh mẽ Cúp bóng đá vịnh Ả Rập bằng cách tổ chức nhiều chương trình trò chuyện và phim tài liệu, chất lượng HD và hình ảnh trận đấu hoàn hảo
Giải đấu chứng kiến sự tham dự của nhiều nhân vật quyền lực trong làng bóng đá, bao gồm Chủ tịch FIFA Sepp Blatter, và chủ tịch UEFA Michel Platini. Ban điều hành FIFA cũng đã đưa vào chương trình họp ngày 4 tháng 10 năm 2013 nội dung về đề xuất Cúp bóng đá vịnh Ả Rập sẽ được đưa vào lịch thi đấu quốc tế.

## Kết quả
| 1 Chi tiết  | 1970    | Bahrain     | · Kuwait      | vòng tròn            | · Bahrain     | · Ả Rập Xê Út                                       | vòng tròn                                           | · Qatar                                             |
| 2 Chi tiết  | 1972    | Ả Rập Xê Út | · Kuwait      | vòng tròn            | · Ả Rập Xê Út | · UAE                                               | vòng tròn                                           | · Qatar                                             |
| 3 Chi tiết  | 1974    | Kuwait      | · Kuwait      | 4 – 0                | · Ả Rập Xê Út | · UAE                                               | 1 – 1 (3–0) luân lưu                                | · Qatar                                             |
| 4 Chi tiết  | 1976    | Qatar       | · Kuwait      | 4 – 2                | · Iraq        | · Qatar                                             | vòng tròn                                           | · Bahrain                                           |
| 5 Chi tiết  | 1979    | Iraq        | · Iraq        | vòng tròn            | · Kuwait      | · Ả Rập Xê Út                                       | vòng tròn                                           | · Bahrain                                           |
| 6 Chi tiết  | 1982    | UAE         | · Kuwait      | vòng tròn            | · Bahrain     | · UAE                                               | vòng tròn                                           | · Ả Rập Xê Út                                       |
| 7 Chi tiết  | 1984    | Oman        | · Iraq        | 1 – 1 (3–2) luân lưu | · Qatar       | · Ả Rập Xê Út                                       | vòng tròn                                           | · UAE                                               |
| 8 Chi tiết  | 1986    | Bahrain     | · Kuwait      | vòng tròn            | · UAE         | · Ả Rập Xê Út                                       | vòng tròn                                           | · Qatar                                             |
| 9 Chi tiết  | 1988    | Ả Rập Xê Út | · Iraq        | vòng tròn            | · UAE         | · Ả Rập Xê Út                                       | vòng tròn                                           | · Bahrain                                           |
| 10 Chi tiết | 1990    | Kuwait      | · Kuwait      | vòng tròn            | · Qatar       | · Bahrain                                           | vòng tròn                                           | · Oman                                              |
| 11 Chi tiết | 1992    | Qatar       | · Qatar       | vòng tròn            | · Bahrain     | · Ả Rập Xê Út                                       | vòng tròn                                           | · UAE                                               |
| 12 Chi tiết | 1994    | UAE         | · Ả Rập Xê Út | vòng tròn            | · UAE         | · Bahrain                                           | vòng tròn                                           | · Qatar                                             |
| 13 Chi tiết | 1996    | Oman        | · Kuwait      | vòng tròn            | · Qatar       | · Ả Rập Xê Út                                       | vòng tròn                                           | · UAE                                               |
| 14 Chi tiết | 1998    | Bahrain     | · Kuwait      | vòng tròn            | · Ả Rập Xê Út | · UAE                                               | vòng tròn                                           | · Oman                                              |
| 15 Chi tiết | 2002    | Ả Rập Xê Út | · Ả Rập Xê Út | vòng tròn            | · Qatar       | · Kuwait                                            | vòng tròn                                           | · Bahrain                                           |
| 16 Chi tiết | 2003–04 | Kuwait      | · Ả Rập Xê Út | vòng tròn            | · Bahrain     | · Qatar                                             | vòng tròn                                           | · Oman                                              |
| 17 Chi tiết | 2004    | Qatar       | · Qatar       | 1 – 1 (6–5) luân lưu | · Oman        | · Bahrain                                           | 3 – 1                                               | · Kuwait                                            |
| 18 Chi tiết | 2007    | UAE         | · UAE         | 1 – 0                | · Oman        | Ả Rập Xê Út / Bahrain · Không có trận tranh hạng ba | Ả Rập Xê Út / Bahrain · Không có trận tranh hạng ba | Ả Rập Xê Út / Bahrain · Không có trận tranh hạng ba |
| 19 Chi tiết | 2009    | Oman        | · Oman        | 0 – 0 (6–5) luân lưu | · Ả Rập Xê Út | Kuwait / Qatar · Không có trận tranh hạng ba        | Kuwait / Qatar · Không có trận tranh hạng ba        | Kuwait / Qatar · Không có trận tranh hạng ba        |
| 20 Chi tiết | 2010    | Yemen       | · Kuwait      | 1 – 0                | · Ả Rập Xê Út | Iraq / UAE · Không có trận tranh hạng ba            | Iraq / UAE · Không có trận tranh hạng ba            | Iraq / UAE · Không có trận tranh hạng ba            |
| 21 Chi tiết | 2013    | Bahrain     | · UAE         | 2 – 1 (s.h.p.)       | · Iraq        | · Kuwait                                            | 6 – 1                                               | · Bahrain                                           |
| 22 Chi tiết | 2014    | Ả Rập Xê Út | · Qatar       | 2 – 1                | · Ả Rập Xê Út | · UAE                                               | 1 – 0                                               | · Oman                                              |
| 23 Chi tiết | 2017–18 | Kuwait      | · Oman        | 0 – 0 (5–4) luân lưu | · UAE         | Iraq / Bahrain · Không có trận tranh hạng ba        | Iraq / Bahrain · Không có trận tranh hạng ba        | Iraq / Bahrain · Không có trận tranh hạng ba        |
| 24 Chi tiết | 2019    | Qatar       | · Bahrain     | 1 – 0                | · Ả Rập Xê Út | Iraq / Qatar · Không có trận tranh hạng ba          | Iraq / Qatar · Không có trận tranh hạng ba          | Iraq / Qatar · Không có trận tranh hạng ba          |
| 25          | 2023    | Iraq        | · Iraq        | 3 – 2 (s.h.p.)       | · Oman        | Bahrain / Qatar · Không có trận tranh hạng ba       | Bahrain / Qatar · Không có trận tranh hạng ba       | Bahrain / Qatar · Không có trận tranh hạng ba       |
| 26          | 2024–25 | Kuwait      | · Bahrain     | 2–1                  | · Oman        | Kuwait / Ả Rập Xê Út · Không có trận tranh hạng ba  | Kuwait / Ả Rập Xê Út · Không có trận tranh hạng ba  | Kuwait / Ả Rập Xê Út · Không có trận tranh hạng ba  |
| 27          | 2026    | Ả Rập Xê Út |               |                      |               |                                                     |                                                     |                                                     |

### Chung cuộc tốp bốn
| Đội tuyển   | Vô địch                                                           | Á quân                                         | Hạng ba                                       | Hạng tư                           | Bán kết (Không có trận tranh hạng ba) | Chung cuộc tốp 4 |
| ----------- | ----------------------------------------------------------------- | ---------------------------------------------- | --------------------------------------------- | --------------------------------- | ------------------------------------- | ---------------- |
| Kuwait      | 10 (1970, 1972, 1974*, 1976, 1982, 1986, 1990*, 1996, 1998, 2010) | 1 (1979)                                       | 2 (2002, 2013)                                | 1 (2004)                          | 2 (2009, 2024-25)                     | 16               |
| Ả Rập Xê Út | 3 (1994, 2002*, 2003–04)                                          | 7 (1972*, 1974, 1998, 2009, 2010, 2014*, 2019) | 7 (1970, 1979, 1984, 1986, 1988*, 1992, 1996) | 1 (1982)                          | 2 (2007, 2024-25)                     | 20               |
| Iraq        | 4 (1979*, 1984, 1988, 2023)                                       | 2 (1976, 2013)                                 | –                                             | –                                 | 3 (2010, 2017–18, 2019)               | 9                |
| Qatar       | 3 (1992*, 2004*, 2014)                                            | 4 (1984, 1990, 1996, 2002)                     | 2 (1976*, 2003–04)                            | 5 (1970, 1972, 1974, 1986, 1994)  | 3 (2009, 2019, 2023)                  | 17               |
| UAE         | 2 (2007*, 2013)                                                   | 4 (1986, 1988, 1994*, 2017–18)                 | 5 (1972, 1974, 1982*, 1998, 2014)             | 3 (1984, 1992, 1996)              | 1 (2010)                              | 15               |
| Bahrain     | 2 (2019, 2024-25)                                                 | 4 (1970*, 1982, 1992, 2003–04)                 | 3 (1990, 1994, 2004)                          | 5 (1976, 1979, 1988, 2002, 2013*) | 2 (2007, 2017–18)                     | 16               |
| Oman        | 2 (2009*, 2017–18)                                                | 4 (2004, 2007, 2023, 2024-25)                  | –                                             | 4 (1990, 1998, 2003–04, 2014)     | –                                     | 10               |
| Yemen       | –                                                                 | –                                              | –                                             | –                                 | –                                     | 0                |

Ghi chú:
- Một dấu hoa thị (*) bên cạnh năm trong bảng trên có nghĩa là quốc gia đó đã tổ chức giải đấu.

## Bảng huy chương
| Hạng               | Đoàn               | Vàng | Bạc | Đồng | Tổng số |
| ------------------ | ------------------ | ---- | --- | ---- | ------- |
| 1                  | Kuwait             | 10   | 1   | 3    | 14      |
| 2                  | Iraq               | 4    | 2   | 3    | 9       |
| 3                  | Ả Rập Xê Út        | 3    | 7   | 8    | 18      |
| 4                  | Qatar              | 3    | 4   | 4    | 11      |
| 5                  | UAE                | 2    | 4   | 6    | 12      |
| 6                  | Bahrain            | 2    | 4   | 5    | 11      |
| 7                  | Oman               | 2    | 4   | 0    | 6       |
| Tổng số (7 đơn vị) | Tổng số (7 đơn vị) | 26   | 26  | 29   | 81      |

## Các quốc gia tham gia
| Đội tuyển   | 1970 | 1972 | 1974 | 1976 | 1979 | 1982 | 1984 | 1986 | 1988 | 1990 | 1992 | 1994 | 1996 | 1998 | 2002 | 2003–04 | 2004 | 2007 | 2009 | 2010 | 2013 | 2014 | 2017–18 | 2019–20 | 2023 | 2024-25 | 2026 | Tổng số |
| Bahrain     | 2nd  | WD   | GS   | 4th  | 4th  | 2nd  | GS   | GS   | 4th  | 3rd  | 2nd  | 3rd  | GS   | GS   | GS   | 2nd     | 3rd  | SF   | GS   | GS   | 4th  | GS   | SF      | 1st     |      |         |      | 24      |
| Iraq        |      |      |      | 2nd  | 1st  | WD   | 1st  | GS   | 1st  | WD   |      |      |      |      |      |         | GS   | GS   | GS   | SF   | 2nd  | GS   | SF      | SF      | 1st  | GS      |      | 15      |
| Kuwait      | 1st  | 1st  | 1st  | 1st  | 2nd  | 1st  | GS   | 1st  | GS   | 1st  | GS   | GS   | 1st  | 1st  | 3rd  | GS      | 4th  | GS   | SF   | 1st  | 3rd  | GS   | GS      | GS      |      | GS      |      | 24      |
| Oman        |      |      | GS   | GS   | GS   | GS   | GS   | GS   | GS   | 4th  | GS   | GS   | GS   | 4th  | GS   | 4th     | 2nd  | 2nd  | 1st  | GS   | GS   | 4th  | 1st     | GS      |      |         |      | 22      |
| Qatar       | 4th  | 4th  | 3rd  | 3rd  | GS   | GS   | 2nd  | 4th  | GS   | 2nd  | 1st  | 4th  | 2nd  | GS   | 2nd  | 3rd     | 1st  | GS   | SF   | GS   | GS   | 1st  | GS      | SF      |      |         |      | 24      |
| Ả Rập Xê Út | 3rd  | 2nd  | 2nd  | GS   | 3rd  | 4th  | 3rd  | 3rd  | 3rd  |      | 3rd  | 1st  | 3rd  | 2nd  | 1st  | 1st     | GS   | SF   | 2nd  | 2nd  | GS   | 2nd  | GS      | 2nd     |      |         |      | 23      |
| UAE         |      | 3rd  | 4th  | GS   | GS   | 3rd  | 4th  | 2nd  | 2nd  | GS   | 4th  | 2nd  | 4th  | 3rd  | GS   | GS      | GS   | 1st  | GS   | SF   | 1st  | 3rd  | 2nd     | GS      | GS   |         |      | 23      |
| Yemen       |      |      |      |      |      |      |      |      |      |      |      |      |      |      |      | GS      | GS   | GS   | GS   | GS   | GS   | GS   | GS      | GS      | GS   | GS      |      | 9       |
| Tổng số     | 4    | 5    | 6    | 7    | 7    | 7    | 7    | 7    | 7    | 6    | 6    | 6    | 6    | 6    | 6    | 7       | 8    | 8    | 8    | 8    | 8    | 8    | 8       | 8       | 8    | 8       | 8    |         |

Chú thích:
- #: Lời mời
- Viền màu đỏ: Quốc gia chủ nhà
- Trống: Không tham dự
- TBD: Chưa xác định
- GS: Vòng bảng
- SF: Vòng bán kết (Không có trận tranh hạng ba)
- WD: Rút lui

Ghi chú:
- Iraq đã bị cấm tham gia giải thi đấu từ năm 1992 đến năm 2003.
- Yemen vẫn chưa giành được chức vô địch.
- Không có play-off tranh hạng ba cho Cúp bóng đá vịnh Ả Rập vào các năm 2007, 2009, 2010, 2017–18 và 2019–20.

## Thống kê chung
Tính đến năm 2019
| Hạng | Đội tuyển   | Lần | ST  | T  | H  | B  | BT  | BB  | HS  | Đ   |
| ---- | ----------- | --- | --- | -- | -- | -- | --- | --- | --- | --- |
| 1    | Ả Rập Xê Út | 23  | 109 | 56 | 25 | 28 | 163 | 102 | +61 | 193 |
| 2    | Kuwait      | 24  | 113 | 56 | 23 | 33 | 194 | 112 | +82 | 191 |
| 3    | UAE         | 23  | 111 | 41 | 28 | 39 | 117 | 135 | −18 | 151 |
| 4    | Qatar       | 24  | 112 | 41 | 25 | 41 | 130 | 129 | +1  | 148 |
| 5    | Bahrain     | 23  | 107 | 32 | 34 | 41 | 113 | 135 | −22 | 130 |
| 6    | Iraq        | 15  | 58  | 26 | 21 | 11 | 104 | 56  | +48 | 99  |
| 7    | Oman        | 22  | 104 | 19 | 27 | 58 | 81  | 176 | −95 | 84  |
| 8    | Yemen       | 9   | 30  | 0  | 6  | 24 | 9   | 77  | −68 | 6   |

Nguồn:
- Bảng này loại trừ 7 trận bị loại bỏ trong Cúp bóng đá vịnh Ả Rập lần thứ 6 và Cúp bóng đá vịnh Ả Rập lần thứ 10 (Iraq cũng tham gia giải thi đấu, nhưng họ đã rút lui)

## Kỷ lục bàn thắng mọi thời đại
Kỷ lục về số bàn thắng mọi thời đại theo giải đấu:
| Giải đấu | Trận | Số bàn thắng | Bàn thắng mỗi trận |
| -------- | ---- | ------------ | ------------------ |
| 1970     | 6    | 19           | 3.17               |
| 1972     | 6    | 25           | 4.17               |
| 1974     | 10   | 40           | 4.00               |
| 1976     | 22   | 84           | 3.82               |
| 1979     | 21   | 70           | 3.33               |
| 1982     | 15   | 38           | 2.53               |
| 1984     | 22   | 51           | 2.32               |
| 1986     | 21   | 53           | 2.52               |
| 1988     | 21   | 34           | 1.62               |
| 1990     | 10   | 21           | 2.10               |
| 1992     | 15   | 30           | 2.00               |
| 1994     | 15   | 34           | 2.27               |
| 1996     | 15   | 35           | 2.33               |
| 1998     | 15   | 40           | 2.67               |
| 2002     | 15   | 33           | 2.20               |
| 2003–04  | 21   | 46           | 2.19               |
| 2004     | 16   | 59           | 3.69               |
| 2007     | 15   | 34           | 2.27               |
| 2009     | 15   | 31           | 2.07               |
| 2010     | 15   | 30           | 2.00               |
| 2013     | 16   | 36           | 2.25               |
| 2014     | 16   | 33           | 2.06               |
| 2017–18  | 15   | 23           | 1.53               |
| 2019     | 15   | 45           | 3.00               |

- Kuwait đã đạt được 100 bàn thắng vào ngày 3 tháng 3 năm 1988 trong trận gặp Qatar
- Ả Rập Xê Út đã đạt được 100 bàn thắng vào ngày 19 tháng 10 năm 1996 trong trận gặp Qatar
- Qatar đã đạt được 100 bàn thắng vào ngày 16 tháng 12 năm 2004 trong trận gặp Oman
- Bahrain đã đạt được 100 bàn thắng vào ngày 11 tháng 1 năm 2013 trong trận gặp Qatar
- Các Tiểu vương quốc Ả Rập Thống nhất đã đạt được 100 bàn thắng vào ngày 11 tháng 1 năm 2013 trong trận gặp Oman
- Iraq đã đạt được 100 bàn thắng vào ngày 2 tháng 12 năm 2010 trong trận gặp Kuwait

Không bao gồm bàn thắng từ các trận bị hủy bỏ hoặc không được tính (Các trận của Bahrain 1972 –, Các trận của Iraq 1982 & 1990)
Bao gồm các trận vòng sơ bộ năm 1974
Không bao gồm bàn thắng loạt sút luân lưu

### Cầu thủ ghi bàn hàng đầu mọi thời đại
|    | Cầu thủ           | Quốc gia    | Bàn |
| -- | ----------------- | ----------- | --- |
| 1  | Jasem Yaqoub      | Kuwait      | 18  |
| 2  | Majed Abdullah    | Ả Rập Xê Út | 17  |
| 2  | Hussein Saeed     | Iraq        | 17  |
| 4  | Jasem Al Huwaidi  | Kuwait      | 14  |
| 4  | Faisal Al-Dakhil  | Kuwait      | 14  |
| 6  | Ali Mabkhout      | UAE         | 13  |
| 6  | Mansour Muftah    | Qatar       | 13  |
| 8  | Bader Al-Mutawa   | Kuwait      | 12  |
| 8  | Yussef Al-Suwayed | Kuwait      | 12  |
| 10 | Fahad Khamees     | UAE         | 10  |
| 10 | Mahmoud Soufi     | Qatar       | 10  |
| 10 | Yasser Al-Qahtani | Ả Rập Xê Út | 10  |

### Lịch sử chiếc giày vàng
| Năm     | Cầu thủ                  | Số bàn thắng |
| ------- | ------------------------ | ------------ |
| 1970    | Mohammed Masawd          | 3            |
| 1970    | Jawad Khalif             | 3            |
| 1972    | Hamad Bu Hamood          | 6            |
| 1974    | Jasem Yaqoub             | 6            |
| 1976    | Jasem Yaqoub             | 9            |
| 1979    | Hussein Saeed            | 10           |
| 1982    | Ebrahim Zwaeed           | 3            |
| 1982    | Saleem Khalifa           | 3            |
| 1982    | Yussif Swaid             | 3            |
| 1982    | Majed Abdullah           | 3            |
| 1984    | Hussain Saeed            | 7            |
| 1986    | Fahad Khamees            | 6            |
| 1988    | Zuhair Bukheet           | 4            |
| 1988    | Ahmad Radhi              | 4            |
| 1990    | Mohammed Ebrahim Hajeyah | 5            |
| 1992    | Mubarak Mustafa          | 3            |
| 1994    | Fuad Anwar               | 4            |
| 1994    | Mahmoud Soufi            | 4            |
| 1996    | Mohammed Salem Al-Enazi  | 4            |
| 1998    | Jasem Al Huwaidi         | 9            |
| 2002    | Hani Al-Dhabit           | 5            |
| 2003–04 | Talal Yousef             | 5            |
| 2004    | Amad Al Hosni            | 4            |
| 2007    | Ismail Matar             | 5            |
| 2009    | Hassan Rabia             | 4            |
| 2010    | Bader Al-Mutawa          | 3            |
| 2010    | Alaa Abdul-Zahra         | 3            |
| 2013    | Ahmed Khalil             | 3            |
| 2013    | Abdulhadi Khamis         | 3            |
| 2014    | Ali Mabkhout             | 5            |
| 2017–18 | Ali Husni                | 2            |
| 2017–18 | Ali Faez                 | 2            |
| 2017–18 | Jamal Rashid             | 2            |
| 2017–18 | Almoez Ali               | 2            |
| 2017–18 | Said Al-Ruzaiqi          | 2            |
| 2019    | Ali Mabkhout             | 5            |

## Kỷ lục khác
- Trận thắng cách biệt nhất – 8 bàn thắng

 Kuwait 8 – 0  Oman (ngày 29 tháng 3 năm 1976)
- Trận có nhiều bàn thắng nhất – 8 bàn thắng

 Kuwait 8 – 0  Oman (ngày 29 tháng 3 năm 1976)
- Cầu thủ ghi nhiều bàn thắng nhất trong một trận – 5 bàn thắng

Majed Abdullah  Ả Rập Xê Út (ngày 3 tháng 4 năm 1979 vs. Qatar)
Jassem Al Houwaidi  Kuwait (1998 vs. Qatar)
- Cầu thủ ghi nhiều bàn thắng nhất trong một giải – 10 bàn thắng

Hussein Saeed  Iraq (1979)